# بخش مرکزی شهرستان دورود
بخش مرکزی شهرستان دورود یکی از بخش‌های شهرستان دورود در استان لرستان ایران است. این بخش دارای دهستانهای زیر است:
- بیشتر مردم بخش مرکزی درود به زبان لری سیلاخوری صحبت میکنند.
  - دهستان دورود
  - دهستان ژان
  - دهستان حشمت‌آباد

## جمعیت
بنابر سرشماری مرکز آمار ایران، جمعیت بخش مرکزی شهرستان دورود در سال ۱۳۸۵ برابر با ۱۴۵۶۲۹ نفر بوده‌است که از این میان ۷۴۴۶۹ نفر مرد و بقیه زن بوده‌اند. این بخش ۳۳۰۳۷ خانوار دارد.